# Julia Leigh
Julia Leigh (nascuda el 1970) és una novel·lista, directora de cinema i guionista australiana. El 2011, el seu primer llargmetratge Sleeping Beauty va ser seleccionada per presentar-se a la competició oficial al Festival de Cinema de Canes. És autora de dues novel·les premiades, The Hunter (1999) i Disquiet (2008) , per la qual s'ha descrit com una "bruixa que llança un encanteri de control serè mentre la terra tremola sota els peus".

## Primers anys
Nascut el 1970 a Sydney, Nova Gal·les del Sud, Leigh és la més gran de tres filles. El seu pare era metge i investigador mèdic mentre que la seva mare era professora de matemàtiques de secundària.
Leigh es va llicenciar en filosofia i dret a la Universitat de Sydney i va ser admès a la Cort Suprema de NSW com a advocada. Durant un temps va treballar com a assessora legal a la Societat Australiana d'Autors on es va interessar per escriure. Els seus mentors han inclòs els autors Frank Moorhouse i, com a part de l'edició 2002–2003 de la Rolex Mentor and Protégé Arts Initiative, Toni Morrison. L'any 2009, Leigh va rebre un doctorat en anglès per la Universitat d'Adelaide.

## Carrera
Leigh és l'autora de les novel·les The Hunter (1999) i Disquiet (2008), que van rebre aclamació dels crítics. Disquiet va guanyar el Premi Encore a les segones novel·les destacades el 2009. The Hunter es va adaptar a un llargmetratge de 2011 protagonitzat per Willem Dafoe, Sam Neill i Frances O'Connor. Leigh també va escriure i va debutar com a directora amb Sleeping Beauty, una pel·lícula de 2011 protagonitzada per Emily Browning sobre una estudiant universitària arrossegada en un misteriós món de desig. La seva pel·lícula va ser seleccionada per a la competició principal del 64è Festival Internacional de Cinema de Canes.
El 2016 va publicar un treball autobiogràfic Avalanche sobre les seves pròpies experiències amb la fecundació in vitro. En una ressenya al Sydney Morning Herald, Gretchen Shirm va concloure que "al cor d'aquest llibre hi ha una generositat aclaparadora, una voluntat d'impartir experiència personal per la visió que ofereix als altres". El 2015, Leigh va rebre la beca Peter Blazey de la Universitat de Melbourne pel treball de desenvolupament sobre Avalanche, i el 2016 va rebre el premi Austràlia Council Fellowship in Literature per treballar en una nova novel·la.
Leigh ha passat llargs períodes a París i Nova York (on va ser professora associada adjunta d'anglès al Barnard College).

## Filmografia
- Sleeping Beauty (2011)